# ایوان استدمن
ایوان استدمن (انگلیسی: Ivan Stedman; ۱۳ آوریل ۱۸۹۵ – ۷ ژانویهٔ ۱۹۷۹) شناگر اهل استرالیا بود.
وی در مسابقات کشوری و بین‌المللی در مجموع برندهٔ ۱ مدال نقره شده‌است.